# Ebaeides corporaali
Ebaeides corporaali är en skalbaggsart som beskrevs av Stefan von Breuning 1951. Ebaeides corporaali ingår i släktet Ebaeides och familjen långhorningar. Inga underarter finns listade i Catalogue of Life.